# Cramerovo pravidlo
Cramerovo pravidlo nebo metoda determinantů je matematický vzorec pro popis řešení soustavy lineárních rovnic s regulární maticí soustavy pomocí determinantů matice soustavy a matic z ní získaných nahrazením jednoho sloupce vektorem pravých stran. Je pojmenována po Gabrielu Cramerovi (1704–1752), který v roce 1750 publikoval pravidlo pro libovolný počet neznámých.
Cramerovo pravidlo má především teoretický význam, protože  výpočet mnoha determinantů obvyklým způsobem je výpočetně náročný. V praxi se proto pro řešení soustav používají jiné metody numerické matematiky. 

## Znění
Nechť čtvercová matice {\displaystyle {\boldsymbol {A}}} řádu {\displaystyle n} je matici soustavy {\displaystyle n} lineárních rovnic o {\displaystyle n} neznámých (čili počet neznámých i rovnic je shodný). Nechť {\displaystyle {\boldsymbol {A}}_{i}} je matice, získaná z matice {\displaystyle {\boldsymbol {A}}} nahrazením {\displaystyle i}-tého sloupce sloupcem pravých stran.
Konkrétně, pro matici soustavy {\displaystyle {\boldsymbol {A}}={\begin{pmatrix}a_{11}&a_{12}&\cdots &a_{1n}\\a_{21}&a_{22}&\cdots &a_{2n}\\\vdots &\vdots &\ddots &\vdots \\a_{n1}&a_{n2}&\cdots &a_{nn}\end{pmatrix}}}a vektor pravých stran {\displaystyle {\boldsymbol {b}}={\begin{pmatrix}b_{1}\\b_{2}\\\vdots \\b_{n}\end{pmatrix}}}
má {\displaystyle {\boldsymbol {A}}_{i}} tvar:
{\displaystyle {\boldsymbol {A}}_{i}={\begin{pmatrix}a_{11}&a_{12}&\cdots &a_{1,i-1}&b_{1}&a_{1,i+1}&\cdots &a_{1n}\\a_{21}&a_{22}&\cdots &a_{2,i-1}&b_{2}&a_{2,i+1}&\cdots &a_{2n}\\\vdots &\vdots &\ddots &\vdots &\vdots &\vdots &\ddots &\vdots \\a_{n1}&a_{n2}&\cdots &a_{n,i-1}&b_{n}&a_{n,i+1}&\cdots &a_{nn}\end{pmatrix}}}
Pokud je matice soustavy {\displaystyle {\boldsymbol {A}}} regulární, pak má soustava právě jedno řešení. Jednotlivé složky řešení {\displaystyle {\boldsymbol {x}}=(x_{1},\dots ,x_{n})^{\mathrm {T} }} jsou určeny podíly 
{\displaystyle x_{i}={\frac {\det {\boldsymbol {A}}_{i}}{\det {\boldsymbol {A}}}}}.
Konkrétně, pro soustavu o dvou neznámých
{\displaystyle {\begin{array}{rcrcr}a_{11}\,x_{1}&+&{a_{12}}\,x_{2}&=&\color {green}{b_{1}}\\{a_{21}}\,x_{1}&+&{a_{22}}\,x_{2}&=&\color {green}{b_{2}}\end{array}}}
s rozšířenou matici soustavy
{\displaystyle ({\boldsymbol {A}}\,|\,{\color {green}{\boldsymbol {b}}})=\left({\begin{array}{cc|c}{a_{11}}&{a_{12}}&\color {green}{b_{1}}\\{a_{21}}&{a_{22}}&\color {green}{b_{2}}\end{array}}\right)}
je řešení dáno vzorci:
{\displaystyle x_{1}={\frac {\det {\boldsymbol {A}}_{1}}{\det {\boldsymbol {A}}}}={\frac {\begin{vmatrix}\color {green}b_{1}&a_{12}\\\color {green}b_{2}&a_{22}\end{vmatrix}}{\begin{vmatrix}a_{11}&a_{12}\\a_{21}&a_{22}\end{vmatrix}}}={\frac {{\color {green}b_{1}}{a_{22}}-{a_{12}}{\color {green}b_{2}}}{{a_{11}}{a_{22}}-{a_{12}}{a_{21}}}}} a
{\displaystyle x_{2}={\frac {\det {\boldsymbol {A}}_{2}}{\det {\boldsymbol {A}}}}={\frac {\begin{vmatrix}{a_{11}}&\color {green}{b_{1}}\\{a_{21}}&\color {green}{b_{2}}\end{vmatrix}}{\begin{vmatrix}a_{11}&a_{12}\\a_{21}&a_{22}\end{vmatrix}}}={\frac {{a_{11}}{\color {green}{b_{2}}}-{\color {green}{b_{1}}}{a_{21}}}{{a_{11}}{a_{22}}-{a_{12}}{a_{21}}}}}
Pravidlo platí nejen v oboru reálných  či komplexních čísel, ale i pro soustavy lineárních rovnic s koeficienty a neznámými v libovolném tělese.

## Ukázky

### Soustava o dvou neznámých
Reálná soustava lineárních rovnic:
{\displaystyle {\begin{array}{rcrcr}{1}\,x_{1}&+&{2}\,x_{2}&=&\color {green}{3}\\{4}\,x_{1}&+&{5}\,x_{2}&=&\color {green}{6}\end{array}}}
dává rozšířenou matici soustavy:
{\displaystyle ({\boldsymbol {A}}\,|\,{\color {green}{\boldsymbol {b}}})=\left({\begin{array}{cc|c}{1}&{2}&\color {green}{3}\\{4}&{5}&\color {green}{6}\end{array}}\right)}
Podle Cramerova pravidla je řešení soustavy určeno podíly:
{\displaystyle x_{1}={\frac {\det {\boldsymbol {A}}_{1}}{\det {\boldsymbol {A}}}}={\frac {\begin{vmatrix}\color {green}3&2\\\color {green}6&5\end{vmatrix}}{\begin{vmatrix}1&2\\4&5\end{vmatrix}}}={\frac {{\color {green}3}\cdot {5}-{2}\cdot {\color {green}6}}{{1}\cdot {5}-{2}\cdot {4}}}={\frac {3}{-3}}=-1}
{\displaystyle x_{2}={\frac {\det {\boldsymbol {A}}_{2}}{\det {\boldsymbol {A}}}}={\frac {\begin{vmatrix}{1}&\color {green}{3}\\{4}&\color {green}{6}\end{vmatrix}}{\begin{vmatrix}{1}&{2}\\{4}&{5}\end{vmatrix}}}={\frac {{1}\cdot {\color {green}{6}}-{\color {green}{3}}\cdot {4}}{{1}\cdot {5}-{2}\cdot {4}}}={\frac {-6}{-3}}=2}

### Soustava o třech neznámých
Pro soustavu lineárních rovnic:
{\displaystyle {\begin{array}{rcrcrcr}x_{1}&+&2\,x_{2}&+&5\,x_{3}&=&\color {green}7\\2\,x_{1}&+&3\,x_{2}&&&=&\color {green}4\\3\,x_{1}&+&5\,x_{2}&+&3\,x_{3}&=&\color {green}9\\\end{array}}}
s rozšířenou maticí
{\displaystyle ({\boldsymbol {A}}\,|\,{\color {green}{\boldsymbol {b}}})=\left({\begin{array}{ccc|c}1&2&5&\color {green}7\\2&3&0&\color {green}4\\3&5&3&\color {green}9\end{array}}\right)}
jsou složky řešení podle Cramerova pravidla dána podíly:
{\displaystyle x_{1}={\frac {\det {\boldsymbol {A}}_{1}}{\det {\boldsymbol {A}}}}={\frac {\begin{vmatrix}\color {green}7&2&5\\\color {green}4&3&0\\\color {green}9&5&3\end{vmatrix}}{\begin{vmatrix}1&2&5\\2&3&0\\3&5&3\end{vmatrix}}}={\frac {{\color {green}7}\cdot {3}\cdot {3}+{2}\cdot {0}\cdot {\color {green}9}+{5}\cdot {\color {green}4}\cdot {5}-{\color {green}7}\cdot {0}\cdot {5}-{2}\cdot {\color {green}4}\cdot {3}-{5}\cdot {3}\cdot {\color {green}9}}{{1}\cdot {3}\cdot {3}+{2}\cdot {0}\cdot {3}+{5}\cdot {2}\cdot {5}-{1}\cdot {0}\cdot {5}-{2}\cdot {2}\cdot {3}-{5}\cdot {3}\cdot {3}}}={\frac {4}{2}}=2}
{\displaystyle x_{2}={\frac {\det {\boldsymbol {A}}_{2}}{\det {\boldsymbol {A}}}}={\frac {\begin{vmatrix}1&\color {green}7&5\\2&\color {green}4&0\\3&\color {green}9&3\end{vmatrix}}{\begin{vmatrix}1&2&5\\2&3&0\\3&5&3\end{vmatrix}}}={\frac {{1}\cdot {\color {green}4}\cdot {3}+{\color {green}7}\cdot {0}\cdot {3}+{5}\cdot {2}\cdot {\color {green}9}-{1}\cdot {0}\cdot {\color {green}9}-{\color {green}7}\cdot {2}\cdot {3}-{5}\cdot {\color {green}4}\cdot {3}}{{1}\cdot {3}\cdot {3}+{2}\cdot {0}\cdot {3}+{5}\cdot {2}\cdot {5}-{1}\cdot {0}\cdot {5}-{2}\cdot {2}\cdot {3}-{5}\cdot {3}\cdot {3}}}={\frac {0}{2}}=0}
{\displaystyle x_{3}={\frac {\det {\boldsymbol {A}}_{3}}{\det {\boldsymbol {A}}}}={\frac {\begin{vmatrix}1&2&\color {green}7\\2&3&\color {green}4\\3&5&\color {green}9\end{vmatrix}}{\begin{vmatrix}1&2&5\\2&3&0\\3&5&3\end{vmatrix}}}={\frac {{1}\cdot {3}\cdot {\color {green}9}+{2}\cdot {\color {green}4}\cdot {3}+{\color {green}7}\cdot {2}\cdot {5}-{1}\cdot {\color {green}4}\cdot {5}-{2}\cdot {2}\cdot {\color {green}9}-{\color {green}7}\cdot {3}\cdot {3}}{{1}\cdot {3}\cdot {3}+{2}\cdot {0}\cdot {3}+{5}\cdot {2}\cdot {5}-{1}\cdot {0}\cdot {5}-{2}\cdot {2}\cdot {3}-{5}\cdot {3}\cdot {3}}}={\frac {2}{2}}=1}

## Důkaz
Řešení soustavy splňuje vztah 
{\displaystyle x_{1}{\begin{pmatrix}a_{11}\\a_{21}\\\vdots \\a_{m1}\end{pmatrix}}+x_{2}{\begin{pmatrix}a_{12}\\a_{22}\\\vdots \\a_{m2}\end{pmatrix}}+\dots +x_{n}{\begin{pmatrix}a_{1n}\\a_{2n}\\\vdots \\a_{mn}\end{pmatrix}}={\begin{pmatrix}b_{1}\\b_{2}\\\vdots \\b_{m}\end{pmatrix}}},
neboli {\displaystyle \sum _{j=1}^{n}x_{j}{\boldsymbol {a}}_{j}={\boldsymbol {b}}}, kde {\displaystyle {\boldsymbol {a}}_{j}} značí {\displaystyle j}-tý sloupec matice {\displaystyle {\boldsymbol {A}}}.
Pro matici {\displaystyle {\boldsymbol {A}}}, sloupcový index {\displaystyle i} a libovolný vektor {\displaystyle {\boldsymbol {v}}} značí symbol {\displaystyle {\boldsymbol {A}}[{\boldsymbol {a}}_{i}/{\boldsymbol {v}}]} matici, která vznikne z {\displaystyle {\boldsymbol {A}}} nahrazením jejího {\displaystyle i}-tého sloupce vektorem {\displaystyle {\boldsymbol {v}}}. Mimo jiné platí již dříve zavedená notace {\displaystyle {\boldsymbol {A}}_{i}={\boldsymbol {A}}[{\boldsymbol {a}}_{i}/{\boldsymbol {b}}]}.
Cramerovo pravidlo vyplývá ze dvou vlastností determinantu:
- Determinant je multilineární vzhledem ke sloupcům (i řádkům) matice, tj. lineární vůči každému jednotlivému sloupci (řádku) a
- je alternující vzhledem k pořadí sloupů (řádků), což má mimo jiné za následek, že determinant matice se dvěma shodnými sloupci (řádky) je nulový.

Z linearity determinantu vyplývá:
{\displaystyle \det {\boldsymbol {A}}_{i}=\det({\boldsymbol {A}}[{\boldsymbol {a}}_{i}/{\boldsymbol {b}}])=\det {\biggl (}{\boldsymbol {A}}{\biggl [}{\boldsymbol {a}}_{i}{\bigg /}\sum _{j=1}^{n}x_{j}{\boldsymbol {a}}_{j}{\biggr ]}{\biggr )}=\det {\biggl (}\sum _{j=1}^{n}x_{j}{\boldsymbol {A}}[{\boldsymbol {a}}_{i}/{\boldsymbol {a}}_{j}]{\biggr )}=\sum _{j=1}^{n}x_{j}\det({\boldsymbol {A}}[{\boldsymbol {a}}_{i}/{\boldsymbol {a}}_{j}])}
V rozvinutém tvaru lze tento krok zapsat:
{\displaystyle {\begin{vmatrix}a_{11}&\cdots &a_{1,i-1}&b_{1}&a_{1,i+1}&\cdots &a_{1n}\\\vdots &\ddots &\vdots &\vdots &\vdots &\ddots &\vdots \\a_{n1}&\cdots &a_{n,i-1}&b_{n}&a_{n,i+1}&\cdots &a_{nn}\\\end{vmatrix}}={\begin{vmatrix}a_{11}&\cdots &a_{1,i-1}&\sum \limits _{j=1}^{n}x_{j}a_{1j}&a_{1,i+1}&\cdots &a_{1n}\\\vdots &\ddots &\vdots &\vdots &\vdots &\ddots &\vdots \\a_{n1}&\cdots &a_{n,i-1}&\sum \limits _{j=1}^{n}x_{j}a_{nj}&a_{n,i+1}&\cdots &a_{nn}\\\end{vmatrix}}}
{\displaystyle =x_{1}{\begin{vmatrix}\color {green}a_{11}&\cdots &a_{1,i-1}&\color {green}a_{11}&a_{1,i+1}&\cdots &a_{1n}\\\color {green}\vdots &\ddots &\vdots &\color {green}\vdots &\vdots &\ddots &\vdots \\\color {green}a_{n1}&\cdots &a_{n,i-1}&\color {green}a_{n1}&a_{n,i+1}&\cdots &a_{nn}\\\end{vmatrix}}+\dots x_{i-1}{\begin{vmatrix}a_{11}&\cdots &\color {green}a_{1,i-1}&\color {green}a_{1,i-1}&a_{1,i+1}&\cdots &a_{1n}\\\vdots &\ddots &\color {green}\vdots &\color {green}\vdots &\vdots &\ddots &\vdots \\a_{n1}&\cdots &\color {green}a_{n,i-1}&\color {green}a_{n,i-1}&a_{n,i+1}&\cdots &a_{nn}\\\end{vmatrix}}}
{\displaystyle +x_{i}{\begin{vmatrix}a_{11}&\cdots &a_{1,i-1}&a_{1i}&a_{1,i+1}&\cdots &a_{1n}\\\vdots &\ddots &\vdots &\vdots &\vdots &\ddots &\vdots \\a_{n1}&\cdots &a_{n,i-1}&a_{ni}&a_{n,i+1}&\cdots &a_{nn}\\\end{vmatrix}}}
{\displaystyle +x_{i+1}{\begin{vmatrix}a_{11}&\cdots &a_{1,i-1}&\color {green}a_{1,i+1}&\color {green}a_{1,i+1}&\cdots &a_{1n}\\\vdots &\ddots &\vdots &\color {green}\vdots &\color {green}\vdots &\ddots &\vdots \\a_{n1}&\cdots &a_{n,i-1}&\color {green}a_{n,i+1}&\color {green}a_{n,i+1}&\cdots &a_{nn}\\\end{vmatrix}}+\dots +x_{n}{\begin{vmatrix}a_{11}&\cdots &a_{1,i-1}&\color {green}a_{1n}&a_{1,i+1}&\cdots &\color {green}a_{1n}\\\vdots &\ddots &\vdots &\color {green}\vdots &\vdots &\ddots &\color {green}\vdots \\a_{n1}&\cdots &a_{n,i-1}&\color {green}a_{nn}&a_{n,i+1}&\cdots &\color {green}a_{nn}\\\end{vmatrix}}}
Matice {\displaystyle {\boldsymbol {A}}[{\boldsymbol {a}}_{i}/{\boldsymbol {a}}_{i}]} je totožná s {\displaystyle {\boldsymbol {A}}}, protože fakticky nedošlo k žádnému nahrazení. Pro každé {\displaystyle j\neq i} má matice {\displaystyle {\boldsymbol {A}}[{\boldsymbol {a}}_{i}/{\boldsymbol {a}}_{j}]} svůj {\displaystyle i}-tý sloupec shodný s {\displaystyle j}-tým (zvýrazněny zeleně) a její determinant je roven nule.
Po vyloučení nulových členů {\displaystyle {\boldsymbol {A}}[{\boldsymbol {a}}_{i}/{\boldsymbol {a}}_{j}]} pro {\displaystyle j\neq i} se výraz redukuje na:
{\displaystyle \det {\boldsymbol {A}}_{i}=\sum _{j=1}^{n}x_{j}\det({\boldsymbol {A}}[{\boldsymbol {a}}_{i}/{\boldsymbol {a}}_{j}])=x_{i}\det {\boldsymbol {A}}[{\boldsymbol {a}}_{i}/{\boldsymbol {a}}_{i}]=x_{i}\det {\boldsymbol {A}}}
Odtud Cramerovo pravidlo vyplývá vydělením obou stran nenulovým výrazem {\displaystyle \det {\boldsymbol {A}}}. 

### Krátký důkaz
Krátký důkaz Cramerova pravidla začíná pozorováním, že {\displaystyle x_{i}} je determinant matice {\displaystyle {\boldsymbol {X}}_{i}}, která vznikne z jednotkové matice {\displaystyle \mathbf {I} } nahrazením {\displaystyle i}-tého sloupce {\displaystyle \mathbf {e} _{i}} vektorem řešení {\displaystyle {\boldsymbol {x}}}. V notaci předchozího důkazu jde o matici:
{\displaystyle {\boldsymbol {X}}_{i}=\mathbf {I} [\mathbf {e} _{i}/{\boldsymbol {x}}]={\begin{pmatrix}1&0&\cdots &x_{1}&\cdots &0\\0&1&\cdots &x_{2}&\cdots &0\\\vdots &\vdots &&\vdots &&\vdots \\0&0&\cdots &x_{n}&\cdots &1\end{pmatrix}}}
Za předpokladu, že původní matice {\displaystyle {\boldsymbol {A}}} je regulární, lze sloupce matice  {\displaystyle {\boldsymbol {X}}_{i}} vyjádřit výrazy {\displaystyle ({\boldsymbol {A}}^{-1}{\boldsymbol {a_{1}}},{\boldsymbol {A}}^{-1}{\boldsymbol {a}}_{2},\ldots ,{\boldsymbol {A}}^{-1}{\boldsymbol {a}}_{i-1},{\boldsymbol {A}}^{-1}{\boldsymbol {b}},{\boldsymbol {A}}^{-1}{\boldsymbol {a}}_{i+1},\ldots ,{\boldsymbol {A}}^{-1}{\boldsymbol {a}}_{n})}, kde {\displaystyle {\boldsymbol {a}}_{j}} je {\displaystyle j}-tý sloupec matice {\displaystyle {\boldsymbol {A}}}. Připomeňme, že sloupce matice {\displaystyle {\boldsymbol {A}}_{i}} jsou {\displaystyle ({\boldsymbol {a}}_{1},{\boldsymbol {a}}_{2},\ldots ,{\boldsymbol {a}}_{i-1},{\boldsymbol {b}},{\boldsymbol {a}}_{i+1},\ldots ,{\boldsymbol {a}}_{n})}, a proto {\displaystyle {\boldsymbol {X}}_{i}={\boldsymbol {A}}^{-1}{\boldsymbol {A}}_{i}}. 
Zbývá využít fakt, že determinant součinu dvou matic je součinem determinantů, z čehož vyplývá:
{\displaystyle x_{i}=\det {\boldsymbol {X}}_{i}=\det({\boldsymbol {A}}^{-1})\det {\boldsymbol {A}}_{i}={\frac {\det {\boldsymbol {A}}_{i}}{\det {\boldsymbol {A}}}}.}

### Další verze důkazu
{\displaystyle {\frac {\det {\boldsymbol {A}}_{i}}{\det {\boldsymbol {A}}}}={\frac {1}{\det {\boldsymbol {A}}}}{\begin{vmatrix}a_{1,1}&\cdots &a_{1,i-1}&b_{1}&a_{1,i+1}&\cdots &a_{1,n}\\\vdots &\ddots &\vdots &\vdots &\vdots &\ddots &\vdots \\a_{j-1,1}&\cdots &a_{j-1,i-1}&b_{j-1}&a_{j-1,i+1}&\cdots &a_{j-1,n}\\a_{j,1}&\cdots &a_{j,i-1}&b_{j}&a_{j,i+1}&\cdots &a_{j,n}\\a_{j+1,1}&\cdots &a_{j+1,i-1}&b_{j+1}&a_{j+1,i+1}&\cdots &a_{j+1,n}\\\vdots &\ddots &\vdots &\vdots &\vdots &\ddots &\vdots \\a_{n,1}&\cdots &a_{n,i-1}&b_{n}&a_{n,i+1}&\cdots &a_{n,n}\\\end{vmatrix}}=\sum _{j=1}^{n}{\frac {b_{j}}{\det {\boldsymbol {A}}}}{\begin{vmatrix}a_{1,1}&\cdots &a_{1,i-1}&0&a_{1,i+1}&\cdots &a_{1,n}\\\vdots &\ddots &\vdots &\vdots &\vdots &\ddots &\vdots \\a_{j-1,1}&\cdots &a_{j-1,i-1}&0&a_{j-1,i+1}&\cdots &a_{j-1,n}\\a_{j,1}&\cdots &a_{j,i-1}&1&a_{j,i+1}&\cdots &a_{j,n}\\a_{j+1,1}&\cdots &a_{j+1,i-1}&0&a_{j+1,i+1}&\cdots &a_{j+1,n}\\\vdots &\ddots &\vdots &\vdots &\vdots &\ddots &\vdots \\a_{n,1}&\cdots &a_{n,i-1}&0&a_{n,i+1}&\cdots &a_{n,n}\\\end{vmatrix}}}
Jestliže matici získanou vynecháním j-tého řádku a i-tého sloupce matice {\displaystyle {\boldsymbol {A}}} označíme {\displaystyle {\boldsymbol {A}}_{ji}}, pak rozvinutím determinantu v čitateli podle i-tého sloupce získáme
{\displaystyle {\frac {\det {\boldsymbol {A}}_{i}}{\det {\boldsymbol {A}}}}=\sum _{j=1}^{n}b_{j}{\frac {(-1)^{i+j}\det {\boldsymbol {A}}_{ji}}{\det {\boldsymbol {A}}}}}
Zlomek ve výrazu je prvkem {\displaystyle ({\boldsymbol {A}}^{-1})_{i,j}} inverzní matice {\displaystyle {\boldsymbol {A}}^{-1}}.
{\displaystyle {\frac {\det {\boldsymbol {A}}_{i}}{\det {\boldsymbol {A}}}}=\sum _{j=1}^{n}({\boldsymbol {A}}^{-1})_{i,j}b_{j}=({\boldsymbol {A}}^{-1}{\boldsymbol {b}})_{i}}
Protože {\displaystyle {\boldsymbol {Ax}}={\boldsymbol {b}}} a {\displaystyle \det {\boldsymbol {A}}\neq 0}, je {\displaystyle {\boldsymbol {x}}={\boldsymbol {A}}^{-1}{\boldsymbol {b}}} a tedy
{\displaystyle x_{i}={\frac {\det {\boldsymbol {A}}_{i}}{\det {\boldsymbol {A}}}}}

## Výpočetní složitost
Cramerovo pravidlo implementované naivním způsobem je výpočetně neefektivní již pro soustavy s více než třemi rovnicemi. V případě {\displaystyle n} rovnic o {\displaystyle n} neznámých vyžaduje výpočet {\displaystyle n+1} determinantů, zatímco Gaussova eliminace dává výsledek se stejnou výpočetní složitostí jako výpočet jediného determinantu.  Cramerovo pravidlo může být také numericky nestabilní i pro soustavy o dvou rovnicích. Nedávno se však ukázalo, že Cramerovo pravidlo lze implementovat se stejnou složitostí jako Gaussova eliminace  (vyžaduje dvakrát tolik aritmetických operací a má stejnou numerickou stabilitu, pokud jsou použity stejné permutační matice).

## Aplikace

### Celočíselné programování
Cramerovo pravidlo lze použít k důkazu, že problém celočíselného programování, jehož matice omezení je totálně unimodulární a jehož pravá strana je celočíselná, má celočíselná bázická řešení, což výrazně usnadňuje řešení úlohy.

### Obyčejné diferenciální rovnice
Cramerovo pravidlo se používá k odvození obecného řešení nehomogenní lineární diferenciální rovnice metodou variace konstant.

### Ricciho kalkul
Cramerovo pravidlo se používá v Ricciho kalkulu v různých výpočtech zahrnujících Christoffelovy symboly prvního a druhého druhu.
Cramerovo pravidlo lze zejména využít v důkazu, že operátor divergence na Riemannově varietě je invariantní vzhledem ke změně souřadnic.

## Historie
Cramerovo pravidlo publikoval v roce 1750 Gabriel Cramer ve své knize Introduction à l'analyse des lignes courbes algébriques. V něm explicitně uvedl vzorce pro lineární soustavy rovnic až se třemi rovnicemi a popsal, jak lze vytvořit vzorce řešení pro soustavy rovnic s více rovnicemi. Protože determinant ještě nebyl zaveden, použil zlomky s polynomem v čitateli a jmenovateli. Jak ukazuje následující úryvek z původní práce, jsou totožné s polynomy Leibnizova vzorce .
Tento úryvek ukazuje, že Cramer ještě nepoužíval dnešní zápis soustav lineárních rovnic, protože v něm by vzorec zněl:
{\displaystyle x_{1}={\frac {b_{1}a_{22}a_{33}-b_{1}a_{32}a_{23}-b_{2}a_{12}a_{33}+b_{2}a_{32}a_{13}+b_{3}a_{12}a_{23}-b_{3}a_{22}a_{13}}{a_{11}a_{22}a_{33}-a_{11}a_{32}a_{23}-a_{21}a_{12}a_{33}+a_{21}a_{32}a_{13}+a_{31}a_{12}a_{23}-a_{31}a_{22}a_{13}}}}
Sám Cramer si byl vědom, že soustavy lineárních rovnic nemají vždy jednoznačné řešení. Étienne Bézout pak v roce 1764 ukázal, pokud soustavu rovnic nelze jednoznačně vyřešit, je determinant matice soustavy (jmenovatel ve výše uvedeném výrazu) nulový. Cramer svůj vzorec nijak nedokázal, to provedl až Augustin Louis Cauchy v roce 1815. Cauchy též zavedl dodnes používanou notaci pro zápis Cramerova pravidla.
Již v roce 1678 si Cramerovo pravidlo zapsal Gottfried Wilhelm Leibniz ve svém rukopise. Ten však byl objeven až později a neměl tak žádný vliv na vývoj metod řešení soustav lineárních rovnic. Speciální případy Cramerova pravidla pro soustavy dvou nebo tří rovnic popsal Colin Maclaurin ve svém Pojednání o algebře, publikovaném v roce 1748. Přestože měl nápad rozšířit tyto vzorce i na soustavy rovnic s více rovnicemi, nenašel na rozdíl od Cramera žádné pravidlo, jak správně nastavit znaménka v použitých polynomech. Carl Benjamin Boyer vyvolal ve 20. století spor mezi matematickými historiky, zda byl objevitelem vzorce Maclaurin nebo Cramer. Doporučil, aby pravidlo bylo přejmenováno na Maclaurinovo-Cramerovo.